# Modelo conceptual
Un modelo conceptual es una representación de un sistema, hecho de la composición de conceptos que se utilizan para ayudar a las personas a conocer, comprender o simular un tema que representa el modelo, incluye las entidades importantes y las relaciones entre ellos. También es un conjunto de conceptos. Algunos modelos son objetos físicos; por ejemplo, un modelo de juguete que se puede ensamblar y se puede hacer que funcione como el objeto que representa. 
El término modelo conceptual puede usarse para referirse a modelos que se forman después de un proceso de conceptualización o generalización. Los modelos conceptuales son a menudo abstracciones de cosas en el mundo real, ya sean físicas o sociales. Los estudios semánticos son relevantes para varias etapas de la formación de conceptos. La semántica se trata básicamente de conceptos, el significado que los seres pensantes dan a varios elementos de su experiencia. 

## Generalidades

### Modelos de conceptos y modelos conceptuales
El término modelo conceptual es normal. Podría significar "un modelo de concepto" o podría significar "un modelo conceptual". Se puede hacer una distinción entre qué modelos son y de qué modelos están hechos. Con la excepción de modelos icónicos, como un modelo a escala de la Catedral de Winchester, la mayoría de los modelos son conceptos. Pero, en su mayoría, pretenden ser modelos de estados de cosas del mundo real. El valor de un modelo suele ser directamente proporcional a lo bien que corresponde a un estado pasado, presente, futuro, actual o potencial. El modelo de un concepto es bastante diferente porque para ser un buen modelo no necesita tener esta correspondencia del mundo real. En inteligencia artificial, los modelos conceptuales y los gráficos conceptuales se utilizan para construir sistemas expertos y sistemas basados en el conocimiento; aquí los analistas están preocupados por representar la opinión de expertos sobre lo que es verdad, no sus propias ideas sobre lo que es verdad. 

### Tipo y alcance de los modelos conceptuales.
Los modelos conceptuales (modelos que son conceptuales) varían en tipo, desde los más concretos, como la imagen mental de un objeto físico familiar, hasta la generalidad formal y la abstracción de los modelos matemáticos que no aparecen en la mente como una imagen. Los modelos conceptuales también varían en términos del alcance de la materia que se supone que representan. Un modelo puede, por ejemplo, representar una sola cosa (por ejemplo, la Estatua de la Libertad), clases enteras de cosas (por ejemplo, el electrón) e incluso dominios muy vastos de materia como el universo físico. La variedad y el alcance de los modelos conceptuales se deben a la variedad de propósitos que tienen las personas que los utilizan. El modelado conceptual es la actividad de describir formalmente algunos aspectos del mundo físico y social que nos rodea con el propósito de comprender y comunicar.

### Objetivos fundamentales
El objetivo principal de un modelo conceptual es transmitir los principios fundamentales y la funcionalidad básica del sistema que representa. Además, un modelo conceptual debe desarrollarse de tal manera que proporcione una interpretación del sistema fácilmente comprensible para los usuarios del modelo. Un modelo conceptual, cuando se implementa adecuadamente, debe satisfacer cuatro objetivos fundamentales.
1. Mejorar la comprensión individual del sistema representativo.
2. Facilitar la transmisión eficiente de los detalles del sistema entre las partes interesadas.
3. Proporcionar un punto de referencia para los diseñadores de sistemas para extraer las especificaciones del sistema.
4. Documente el sistema para futuras referencias y proporcione un medio para la colaboración.

El modelo conceptual juega un papel importante en el ciclo de vida general del desarrollo del sistema. La Figura 1 representa el papel del modelo conceptual en un esquema típico de desarrollo del sistema. Está claro que si el modelo conceptual no está completamente desarrollado, la ejecución de las propiedades fundamentales del sistema puede no implementarse adecuadamente, dando lugar a problemas futuros o fallas del sistema. Estas fallas ocurren en la industria y se han relacionado con; falta de aportes del usuario, requisitos incompletos o poco claros y requisitos cambiantes. Esos eslabones débiles en el proceso de diseño y desarrollo del sistema pueden rastrearse hasta la ejecución inadecuada de los objetivos fundamentales del modelado conceptual. La importancia del modelado conceptual es evidente cuando tales fallas sistémicas se mitigan mediante el desarrollo completo del sistema y la adhesión a objetivos/técnicas de desarrollo comprobados. 

## Técnicas de modelado
A medida que los sistemas se vuelven cada vez más complejos, el papel del modelado conceptual se ha expandido dramáticamente. Con esa presencia expandida, se está realizando la efectividad del modelado conceptual para capturar los fundamentos de un sistema. Sobre la base de esa realización, se han creado numerosas técnicas de modelado conceptual. Estas técnicas se pueden aplicar en múltiples disciplinas para aumentar la comprensión del usuario del sistema a modelar. Algunas técnicas se describen brevemente en el siguiente texto, sin embargo, existen muchas más o se están desarrollando. Algunas técnicas y métodos de modelado conceptual comúnmente utilizados incluyen: modelado de flujo de trabajo, modelado de fuerza laboral, desarrollo rápido de aplicaciones, modelado de rol de objeto y el Lenguaje de modelado unificado (UML). 

### Modelado de flujo de datos
El modelado de flujo de datos (DFM) es una técnica básica de modelado conceptual que representa gráficamente elementos de un sistema. DFM es una técnica bastante simple, sin embargo, como muchas técnicas de modelado conceptual, es posible construir diagramas representativos de nivel superior e inferior. El diagrama de flujo de datos generalmente no transmite detalles complejos del sistema, como consideraciones de desarrollo paralelas o información de tiempo, sino que trabaja para poner en contexto las principales funciones del sistema. El modelado de flujo de datos es una técnica central utilizada en el desarrollo de sistemas que utiliza el análisis de sistemas estructurados y el método de diseño (SSADM). 

### Modelado de relación de entidad (orientado a la ontología)
El modelado de relación de entidad (ERM) es una técnica de modelado conceptual utilizada principalmente para la representación del sistema de software. Los diagramas de relación de entidad, que son producto de la ejecución de la técnica ERM, se utilizan normalmente para representar modelos de bases de datos y sistemas de información. Los componentes principales del diagrama son las entidades y las relaciones. Las entidades pueden representar funciones, objetos o eventos independientes. Las relaciones son responsables de relacionar las entidades entre sí. Para formar un proceso del sistema, las relaciones se combinan con las entidades y los atributos necesarios para describir mejor el proceso. Existen múltiples convenciones de diagramación para esta técnica; IDEF1X, Bachman y EXPRESS, por nombrar algunos. Estas convenciones son solo diferentes formas de ver y organizar los datos para representar diferentes aspectos del sistema. 

### Cadena de proceso basada en eventos
La cadena de procesos impulsados por eventos (EPC) es una técnica de modelado conceptual que se utiliza principalmente para mejorar sistemáticamente los flujos de procesos comerciales. Como la mayoría de las técnicas de modelado conceptual, la cadena de procesos dirigida por eventos consiste en entidades/elementos y funciones que permiten desarrollar y procesar relaciones. Más específicamente, el EPC se compone de eventos que definen en qué estado se encuentra un proceso o las reglas por las cuales opera. Para avanzar por los eventos, se debe ejecutar una función/evento activo. Dependiendo del flujo del proceso, la función tiene la capacidad de transformar estados de eventos o vincularlos a otras cadenas de procesos controlados por eventos. Existen otros elementos dentro de un EPC, todos los cuales trabajan juntos para definir cómo y por qué reglas opera el sistema. La técnica EPC se puede aplicar a prácticas comerciales como la planificación de recursos, la mejora de procesos y la logística. 

### Desarrollo de aplicaciones conjuntas
El método de desarrollo de sistemas dinámicos utiliza un proceso específico llamado JEFFF para modelar conceptualmente un ciclo de vida de los sistemas. JEFFF está destinado a centrarse más en la planificación del desarrollo de nivel superior que precede a la inicialización de un proyecto. El proceso JAD requiere una serie de talleres en los que los participantes trabajan para identificar, definir y generalmente mapear un proyecto exitoso desde su concepción hasta su finalización. Se ha encontrado que este método no funciona bien para aplicaciones a gran escala, sin embargo, las aplicaciones más pequeñas generalmente reportan una ganancia neta en eficiencia.

### Lugar/red de transición
También conocida como redes de Petri, esta técnica de modelado conceptual permite construir un sistema con elementos que pueden describirse por medios matemáticos directos. La red de Petri, debido a sus propiedades de ejecución no deterministas y su teoría matemática bien definida, es una técnica útil para modelar el comportamiento concurrente del sistema, es decir, las ejecuciones simultáneas de procesos. 

### Modelado de transición de estado
El modelo de transición de estado utiliza diagramas de transición de estado para describir el comportamiento del sistema. Estos diagramas de transición de estado utilizan estados distintos para definir el comportamiento y los cambios del sistema. La mayoría de las herramientas de modelado actuales contienen algún tipo de capacidad para representar el modelado de transición de estado. El uso de modelos de transición de estado puede reconocerse más fácilmente como diagramas de estado lógico y gráficos dirigidos para máquinas de estado finito. 

### Evaluación y selección de técnicas
Debido a que el método de modelado conceptual a veces puede ser deliberadamente vago para dar cuenta de un área amplia de uso, la aplicación real del modelado de conceptos puede volverse difícil. Antes de evaluar la efectividad de una técnica de modelado conceptual para una aplicación particular, se debe entender un concepto importante; la comparación de modelos conceptuales al enfocarse específicamente en sus representaciones gráficas o de alto nivel es miope. Gemino y Wand argumentan que se debe hacer hincapié en un lenguaje de modelado conceptual al elegir una técnica adecuada. En general, se desarrolla un modelo conceptual utilizando alguna forma de técnica de modelado conceptual. Esa técnica utilizará un lenguaje de modelado conceptual que determina las reglas sobre cómo se llega al modelo. Comprender las capacidades del lenguaje específico utilizado es inherente a evaluar adecuadamente una técnica de modelado conceptual, ya que el lenguaje refleja la capacidad descriptiva de las técnicas. Además, el lenguaje de modelado conceptual influirá directamente en la profundidad a la que el sistema es capaz de ser representado, ya sea complejo o simple.

#### Consideración de factores
Gemino y Wand reconocen algunos puntos principales a considerar al estudiar los factores que afectan: el contenido que debe representar el modelo conceptual, el método en el que se presentará el modelo, las características de los usuarios, y el lenguaje del modelo conceptual para una tarea específica. Se debe considerar el contenido del modelo conceptual para seleccionar una técnica que permita presentar información relevante. El método de presentación para fines de selección se centraría en la capacidad de la técnica para representar el modelo al nivel previsto de profundidad y detalle. Las características de los usuarios o participantes del modelo son un aspecto importante a considerar. Los antecedentes y la experiencia de un participante deben coincidir con la complejidad del modelo conceptual, de lo contrario, la tergiversación del sistema o la incomprensión de los conceptos clave del sistema podrían generar problemas en la realización de ese sistema. La tarea del lenguaje modelo conceptual permitirá además elegir una técnica apropiada. La diferencia entre crear un modelo conceptual del sistema para transmitir la funcionalidad del sistema y crear un modelo conceptual del sistema para interpretar esa funcionalidad podría involucrar dos tipos completamente diferentes de lenguajes de modelado conceptual. 

#### Consideración de las variables afectadas
Aquí se considera el foco de observación y el criterio de comparación. El foco de observación considera si la técnica de modelado conceptual creará un "nuevo producto", o si la técnica solo traerá una comprensión más íntima del sistema que se está modelando. El criterio de comparación sopesaría la capacidad de la técnica de modelado conceptual para ser eficiente o efectiva. Una técnica de modelado conceptual que permita el desarrollo de un modelo de sistema que tenga en cuenta todas las variables del sistema a un alto nivel puede hacer que el proceso de comprensión de la funcionalidad del sistema sea más eficiente, pero la técnica carece de la información necesaria para explicar los procesos internos, lo que hace que modelo menos efectivo. 
Al decidir qué técnica conceptual usar, se pueden aplicar las recomendaciones de Gemino y Wand para evaluar adecuadamente el alcance del modelo conceptual en cuestión. La comprensión del alcance de los modelos conceptuales conducirá a una selección más informada de una técnica que aborde adecuadamente ese modelo en particular. En resumen, al decidir entre técnicas de modelado, responder las siguientes preguntas le permitiría abordar algunas consideraciones importantes de modelado conceptual. 
1. ¿Qué contenido representará el modelo conceptual?
2. ¿Cómo se presentará el modelo conceptual?
3. ¿Quién usará o participará en el modelo conceptual?
4. ¿Cómo describirá el modelo conceptual el sistema?
5. ¿Cuál es el enfoque conceptual de los modelos de observación?
6. ¿El modelo conceptual será eficiente o efectivo al describir el sistema?

Otra función del modelo conceptual de simulación es proporcionar una base racional y objetiva para la evaluación de la idoneidad de la aplicación de simulación. 

## Modelos en filosofía y ciencia

### Modelo mental
En psicología cognitiva y filosofía de la mente, un modelo mental es una representación de algo en la mente, pero un modelo mental también puede referirse a un modelo externo no físico de la mente misma. 

### Modelos metafísicos
Un modelo metafísico es un tipo de modelo conceptual que se distingue de otros modelos conceptuales por su alcance propuesto; Un modelo metafísico pretende representar la realidad de la manera más amplia posible. Esto quiere decir que explica las respuestas a preguntas fundamentales como si la materia y la mente son una o dos sustancias; o si los humanos tienen o no libre albedrío. 

### Modelo conceptual vs modelo semántico
Los modelos conceptuales y los modelos semánticos tienen muchas similitudes, sin embargo, la forma en que se presentan, el nivel de flexibilidad y el uso son diferentes. Los modelos conceptuales tienen un cierto propósito en mente, por lo tanto, los conceptos semánticos centrales están predefinidos en un llamado metamodelo. Esto permite un modelado pragmático pero reduce la flexibilidad, ya que solo se pueden usar los conceptos semánticos predefinidos. Las muestras son diagramas de flujo para el comportamiento del proceso o estructura organizativa para el comportamiento del árbol. 
Los modelos semánticos son más flexibles y abiertos, y por lo tanto más difíciles de modelar. Potencialmente, se puede definir cualquier concepto semántico, por lo tanto, el soporte de modelado es muy genérico. Las muestras son terminologías, taxonomías u ontologías. 
En un modelo conceptual, cada concepto tiene una representación gráfica única y distinguible, mientras que los conceptos semánticos son por defecto los mismos. En un modelo de concepto, cada concepto tiene propiedades predefinidas que se pueden completar, mientras que los conceptos semánticos están relacionados con conceptos que se interpretan como propiedades. En un modelo conceptual, la semántica operativa puede incorporarse, como el procesamiento de una secuencia, mientras que un modelo semántico necesita una definición semántica explícita de la secuencia. 
La decisión de si se utiliza un modelo conceptual o un modelo semántico depende, por lo tanto, del "objeto en estudio", el objetivo previsto, la flexibilidad necesaria y la forma en que se interpreta el modelo. En el caso de la interpretación humana, puede haber un enfoque en los modelos conceptuales gráficos, en el caso de la interpretación de la máquina puede haber un enfoque en los modelos semánticos. 

### Modelos epistemológicos
Un modelo epistemológico es un tipo de modelo conceptual cuyo alcance propuesto es lo conocido y lo conocible, y lo creído y lo creíble. 

### Modelos lógicos
En lógica, un modelo es un tipo de interpretación bajo el cual una afirmación particular es verdadera. Los modelos lógicos pueden dividirse en términos generales en aquellos que solo intentan representar conceptos, como los modelos matemáticos; y aquellos que intentan representar objetos físicos, y relaciones fácticas, entre los cuales se encuentran modelos científicos. 
La teoría de modelos es el estudio de (clases de) estructuras matemáticas como grupos, campos, gráficos o incluso universos de teoría de conjuntos, utilizando herramientas de la lógica matemática. Un sistema que da sentido a las oraciones de un lenguaje formal se llama modelo para el lenguaje. Si un modelo para un idioma además satisface una oración o teoría particular (conjunto de oraciones), se llama modelo de la oración o teoría. La teoría del modelo tiene vínculos estrechos con el álgebra y el álgebra universal. 

### Modelos matemáticos
Los modelos matemáticos pueden adoptar muchas formas, incluidos, entre otros, sistemas dinámicos, modelos estadísticos, ecuaciones diferenciales o modelos teóricos de juegos. Estos y otros tipos de modelos pueden superponerse, con un modelo dado que involucra una variedad de estructuras abstractas. 
Un tipo más completo de modelo matemático utiliza una versión lingüística de la teoría de categorías para modelar una situación dada. Al igual que los modelos de relación de entidad, las categorías personalizadas o los bocetos se pueden traducir directamente en esquemas de bases de datos. La diferencia es que la lógica se reemplaza por la teoría de categorías, que aporta poderosos teoremas sobre el tema del modelado, especialmente útil para traducir entre modelos dispares (como functores entre categorías). 

### Modelos científicos
Un modelo científico es una visión abstracta simplificada de una realidad compleja. Un modelo científico representa objetos empíricos, fenómenos y procesos físicos de una manera lógica. Los intentos de formalizar los principios de las ciencias empíricas utilizan una interpretación para modelar la realidad, de la misma manera que los lógicos axiomatizan los principios de la lógica. El objetivo de estos intentos es construir un sistema formal para el cual la realidad sea la única interpretación. El mundo es una interpretación (o modelo) de estas ciencias, solo en la medida en que estas ciencias sean ciertas.

## Modelos estadísticos
Un modelo estadístico es una función de distribución de probabilidad propuesta como generación de datos. En un modelo paramétrico, la función de distribución de probabilidad tiene parámetros variables, como la media y la varianza en una distribución normal, o los coeficientes para los diversos exponentes de la variable independiente en regresión lineal. Un modelo no paramétrico tiene una función de distribución sin parámetros, como en bootstrapping, y solo está limitado por suposiciones. La selección del modelo es un método estadístico para seleccionar una función de distribución dentro de una clase de ellos; por ejemplo, en la regresión lineal donde la variable dependiente es un polinomio de la variable independiente con coeficientes paramétricos, la selección del modelo es seleccionar el exponente más alto y puede hacerse con medios no paramétricos, como con la validación cruzada. 
En estadística puede haber modelos de eventos mentales, así como modelos de eventos físicos. Por ejemplo, un modelo estadístico de comportamiento del cliente es un modelo conceptual (porque el comportamiento es físico), pero un modelo estadístico de satisfacción del cliente es un modelo de concepto (porque la satisfacción es un evento mental, no físico). 

## Modelos sociales y políticos

### Modelos económicos
En economía, un modelo es una construcción teórica que representa procesos económicos mediante un conjunto de variables y un conjunto de relaciones lógicas y/o cuantitativas entre ellas. El modelo económico es un marco simplificado diseñado para ilustrar procesos complejos, a menudo pero no siempre utilizando técnicas matemáticas. Con frecuencia, los modelos económicos utilizan parámetros estructurales. Los parámetros estructurales son parámetros subyacentes en un modelo o clase de modelos. Un modelo puede tener varios parámetros y esos parámetros pueden cambiar para crear varias propiedades. 

## Modelos en arquitectura de sistemas
Un modelo de sistema es el modelo conceptual que describe y representa la estructura, el comportamiento y más vistas de un sistema. Un modelo de sistema puede representar múltiples vistas de un sistema utilizando dos enfoques diferentes. El primero es el enfoque no arquitectónico y el segundo es el enfoque arquitectónico. El enfoque no arquitectónico, respectivamente, elige un modelo para cada vista. El enfoque arquitectónico, también conocido como arquitectura del sistema, en lugar de elegir muchos modelos heterogéneos y no relacionados, utilizará solo un modelo arquitectónico integrado. 

### Modelado de procesos de negocio

Abstracción para el modelado de procesos de negocios

En el modelado de procesos de negocio, el modelo de proceso de empresa a menudo se denomina modelo de proceso de negocio. Los modelos de procesos son conceptos centrales en la disciplina de la ingeniería de procesos. Los modelos de proceso son: 
- Procesos de la misma naturaleza que se clasifican juntos en un modelo.
- Una descripción de un proceso a nivel de tipo.
- Dado que el modelo de proceso está en el nivel de tipo, un proceso es una instancia del mismo.

El mismo modelo de proceso se usa repetidamente para el desarrollo de muchas aplicaciones y, por lo tanto, tiene muchas instancias. 
Un posible uso de un modelo de proceso es prescribir cómo se deben/deberían/podrían hacer las cosas en contraste con el proceso en sí mismo, que es realmente lo que sucede. Un modelo de proceso es más o menos una anticipación de cómo se verá el proceso. El proceso será determinado durante el desarrollo real del sistema.

## Modelos en diseño de sistemas de información

### Modelos conceptuales de sistemas de actividad humana
Los modelos conceptuales de los sistemas de actividad humana se utilizan en la metodología de sistemas blandos (SSM), que es un método de análisis de sistemas relacionado con la estructuración de problemas en la gestión. Estos modelos son modelos de conceptos; los autores declaran específicamente que no están destinados a representar un estado de cosas en el mundo físico. También se utilizan en el análisis de requisitos de información (IRA), que es una variante del SSM desarrollado para el diseño de sistemas de información y la ingeniería de software. 

### Modelos lógico-lingüísticos
El modelado lógico-lingüístico es otra variante de SSM que utiliza modelos conceptuales. Sin embargo, este método combina modelos de conceptos con modelos de supuestos objetos y eventos del mundo real. Es una representación gráfica de la lógica modal en la que se utilizan operadores modales para distinguir enunciados sobre conceptos de enunciados sobre objetos y eventos del mundo real. 

### Modelos de datos

#### Modelo de entidad-relación
En ingeniería de software, un modelo de entidad-relación (ERM) es una representación abstracta y conceptual de datos. El modelado de relación de entidad es un método de modelado de base de datos, utilizado para producir un tipo de esquema conceptual o modelo de datos semántico de un sistema, a menudo una base de datos relacional, y sus requisitos de forma descendente. Los diagramas creados por este proceso se denominan diagramas de entidad-relación, diagramas ER o ERD. 
Los modelos de relación de entidad han tenido una amplia aplicación en la construcción de sistemas de información destinados a apoyar actividades que involucran objetos y eventos en el mundo real. En estos casos son modelos conceptuales. Sin embargo, este método de modelado se puede usar para construir juegos de computadora o un árbol genealógico de los dioses griegos, en estos casos se usaría para modelar conceptos. 

#### Modelo de dominio
Un modelo de dominio es un tipo de modelo conceptual utilizado para representar los elementos estructurales y sus limitaciones conceptuales dentro de un dominio de interés (a veces llamado dominio del problema). Un modelo de dominio incluye las diversas entidades, sus atributos y relaciones, además de las restricciones que rigen la integridad conceptual de los elementos del modelo estructural que comprenden ese dominio del problema. Un modelo de dominio también puede incluir varias vistas conceptuales, donde cada vista es pertinente a un área temática particular del dominio o a un subconjunto particular del modelo de dominio que es de interés para una parte interesada del modelo de dominio. 
Al igual que los modelos de entidad-relación, los modelos de dominio se pueden usar para modelar conceptos o para modelar objetos y eventos del mundo real. 

## Otras lecturas
- J. Parsons, L. Cole (2005), "¿Qué significan las imágenes? Pautas para la evaluación experimental de la fidelidad de representación en técnicas de modelado conceptual esquemático ", Data & Knowledge Engineering 55: 327–342; doi 10.1016/j.datak.2004.12.008
- A. Gemino, Y. Wand (2005), "Complejidad y claridad en el modelado conceptual: comparación de propiedades obligatorias y opcionales", Data & Knowledge Engineering 55: 301–326; doi 10.1016/j.datak.2004.12.009
- D. Batra (2005), " Patrones de modelado de datos conceptuales ", Journal of Database Management 16: 84-106
- Papadimitriou, Fivos. (2010) "Modelado conceptual de la complejidad del paisaje". Landscape Research, 35 (5): 563-570. doi 10.1080/01426397.2010.504913